# Jolité de Spa
Cet article court présente un sujet plus développé dans : Bois de Spa.
Principalement aux XVIe et XVIIe siècles, donc depuis plus de quatre siècles, l'expression « Jolité de Spa » désigne un très grand nombre d'objets en bois de Spa, décorés de diverses manières, ayant été fabriqués, pour la plupart, dans les différentes manufactures de la ville. 
D'illustres artistes ont contribué au développement de cet artisanat d'art typiquement spadois.
Les objets concernés sont des brosses à habits, des soufflets et brosses de foyer, des passets mais aussi des éventails, des boîtes à bijoux, des boîtes à couture ou à ouvrage, des boîtes à gants, des boîtes à thé, des coffrets pour cartes à jouer, des boîtes à jetons, des porte-montres, des coupes, des étuis, des cadres, des écritoires, des tabatières,… De nombreuses œuvres représentatives ont été présentées aux différentes expositions internationales.
Depuis 2008, l'expression « Jolités de Spa » est, officiellement, une marque enregistrée et déposée, sous le numéro d'enregistrement 0850738, par la commune de Spa qui en a attribué l'utilisation à l'association sans but lucratif (ASBL) Manufacture des Boîtes et Jolités de Spa. 